# James Chen

## Biografie
Chen werd geboren en groeide op in New York, en is van Chinese afkomst. Hij haalde zijn bachelor of arts aan de Universiteit van Pennsylvania in Philadelphia (Pennsylvania), en hierna zijn master of fine arts aan de Yale School of Drama in New Haven (Connecticut).
Chen begon in 2004 met acteren in de film Murder Below the Line, waarna hij nog meerdere rollen speelde in films en televisieseries. Naast het acteren voor televisie is hij ook actief in lokale theaters.
Chen is ook getraind als klassieke pianospeler, het communiceren in Mandarijns en het beoefenen in martial arts. Hij besteed zijn tijd tussen New York en Los Angeles.

## Filmografie

### Films
Uitgezonderd korte films.
- 2019 Fluidity - als Eric
- 2018 A Bread Factory, Part Two - als Ray Prime
- 2018 Unintended - als Danny
- 2017 Fatal Crossing - als Hayden
- 2015 Front Cover - als Ning
- 2014 Amira & Sam - als Donnie
- 2014 Before I Disappear - als Chinese man
- 2013 Labor Day - als paramedicus
- 2012 The Amazing Spider-Man - als politieagent
- 2012 Archaeology of a Woman - als
- 2012 Watching TV with the Red Chinese - als Tzu
- 2011 Mr. Popper's Penguins - als Fish & Game agent
- 2011 We Need to Talk About Kevin - als dr. Foulkes
- 2010 Five Minarets in New York - als agent Lee
- 2010 Boy Wonder - als Roy
- 2009 Evan and Gareth Are Trying to Get Laid - als Larry
- 2004 Murder Below the Line - als Pete Richards

### Televisieseries
Uitgezonderd eenmalige gastrollen.
- 2018-2024 FBI - als analist Ian Lim - 64 afl.
- 2021-2023 FBI: International - als analist Ian Lim - 2 afl.
- 2021 Run the World - als Brian - 2 afl.
- 2016-2019 The Walking Dead - als Kal - 19 afl.
- 2018 Iron Fist - als Sam - 4 afl.
- 2018 Seven Seconds - als Franklin Lee - 2 afl.
- 2011 Law & Order: Special Victims Unit - als forensisch onderzoeker Adrian Sung - 7 afl.